# Leevan Sands
Leevan Sands, född den 16 augusti 1981, är en friidrottare från Bahamas som tävlar i tresteg.
Sands deltog vid VM för juniorer 2000 där han slutade på femte plats. Under 2002 hoppade han för första gången över 17 meter när han hoppade 17,50 på en tävling i USA. Samma år blev han trea vid Samväldesspelen. Under VM 2003 i Helsingfors blev han bronsmedaljör efter ett hopp på 17,26.
Sands deltog vid OS 2004 i Aten där han inte lyckades ta sig vidare till finalen. Vid VM 2005 i Helsingfors slutade han på en retsam fjärde plats. Året efter stängdes han av sex månader för dopingbrott. Han var tillbaka till VM 2007 i Osaka där han inte tog sig vidare från kvalet. 
Vid OS 2008 blev det en bronsmedalj efter att han hoppat 17,59, vilket var ett nytt personligt rekord.
Han deltog vid VM 2009 där han slutade på fjärde plats efter att ha hoppat 17,32 meter. Han avslutade friidrottsåret med att bli tvåa vid IAAF World Athletics Final 2009.

## Personliga rekord
- Längdhopp - 8,13 meter från 2005
- Tresteg - 17,59 meter från 2008